# Jugra Khanty-Mansijsk
HK Jugra (russisk: ХК Югра) er en professionel russisk ishockeyklub fra Khanty-Mansijsk, der siden 2018 har spillet i den næstbedste russiske ishockeyliga, VHL, men som inden da, i perioden 2010-18, spillede i landets bedste liga, den Kontinentale Hockey-Liga. Klubben er internationalt kendt under navnet Jugra Khanty-Mansijsk og har hjemmebane i Jugra Arena med 5.500 tilskuerpladser.
Klubben er opkaldt efter landområdet Jugra, der var et samlende navn for landområder og folkeslag i et område øst for de nordlige Uralbjerge i det 12. - 17. århundrede, hvor regionen var befolket af folkeslagene Khanty og Mansi.
Klubben blev dannet i 2006 og fik plads i den fjerdebedste division i russisk ishockey, Anden Liga, som holdet med det samme vandt. Klubben rykkede derfor op på tredjebedste niveau, Første Liga, og fik samtidig professionel status. Året efter, i 2008, sikrede klubben sig endnu engang oprykning, denne gang til Højeste Liga, Ruslands næstbedste række, kun overgået af Superligaen. På trods af den hurtige opstigning gennem rækkerne, fik holdet igen hurtigt succes i Højeste Liga, hvor den vandt mesterskabet i den første sæson, 2008-09, med finalesejr på 3-0 i kampe over Krylja Sovjetov Moskva. Året efter gentog klubben triumfen og genvandt mesterskabet i Højeste Liga, denne gang med 3-1 i kampe i slutspilsfinalen mod Toros Neftekamsk.
Efter de to mesterskaber i Højeste Liga blev Jugra optaget i den Kontinentale Hockey-Liga (KHL), hvor klubben fik otte sæsoner. De to første sæsoner formåede Jugra at kvalificere sig til slutspillet, hvor den i begge tilfælde blev slået ud i første runde. Men derefter kom den til at tilhøre ligaens bundhold, og de sidste seks sæsoner i KHL blev uden slutspilsdeltagelse. I 2018 blev Jugra, sammen med Lada Toljatti, ekskluderet fra KHL på grund af faldende tilskueropbakning til hjemmekampene, svigtende seertal til holdets tv-kampe og manglende resultater. Begge klubber blev i stedet optaget i den næstbedste liga, VHL.
I VHL kom Jugra til gengæld til at høre til blandt topholdene og kvalificerede sig til slutspillet i alle holdets fem første sæsoner i ligaen. Den første sæson, 2018-19, endte holdet på en 7.-plads i grundspillet men tabte allerede i ottendedelsfinalen i slutspillet. Året efter, i 2019-20, var Jugra nået frem til kvartfinalerne i slutspillet, hvorefter resten af slutspillet blev aflyst på grund af COVID-19-pandemien. De tre følgende sæsoner vandt Jugra ligaens grundspil og var derfor førsteseedet i slutspillet, og i sæsonen 2020-21, lykkedes det klubben at vinde mesterskabet i VHL, og dermed Petrov-pokalen, med en finalesejr på 4-1 i kampe over Metallurg Novokuznetsk. I 2021-22 blev semifinalen dog endestationen for Jugra. Holdet tabte med 2-4 i kampe til Dinamo Sankt Petersborg. Til gengæld måtte den som topseedet i 2022-23-slutspillet lide den tort at tabe i første runde til HK Gornjak-UGMK.

## Historie
Tekst mangler, hjælp os med at skrive teksten

## Titler og medaljer

### Nationale turneringer
Højeste Liga (niveau 2) 
- Guld: 2008-09, 2009-10.

 VHL (niveau 2) 
- Guld: 2020-21.
- Bronze: 2021-22.

## Sæsoner

### Russisk mesterskab(2006-2010)
| Rusland | Rusland | Rusland                                         | Rusland | Rusland | Rusland | Rusland | Rusland | Rusland | Rusland | Rusland  | Rusland | Rusland                                              | Rusland |
| Sæson   | Niveau  | Division                                        | Plac.   | K       | V       | Vo      | U       | To      | T       | Målscore | Point   | Slutspil / kommentar                                 | Ref.    |
| ------- | ------- | ----------------------------------------------- | ------- | ------- | ------- | ------- | ------- | ------- | ------- | -------- | ------- | ---------------------------------------------------- | ------- |
| 2006-07 | 4       | Anden Liga, Ural-Vestsibirien Nord, gruppe A    | 2/4     | 12      | 7       | -       | 2       | -       | 3       | 70-31    | 16      | Kvalificeret til Ural-Vestsibirien Nord, finalepulje |         |
| 2006-07 | 4       | Anden Liga, Ural-Vestsibirien Nord, finalepulje | 2/4     | 12      | 7       | -       | 0       | -       | 5       | 71-39    | 14      | Kvalificeret til Ural-Vestsibirien, finalepulje      |         |
| 2006-07 | 4       | Anden Liga, Ural-Vestsibirien, finalepulje      | 3/4     | 3       | 1       | -       | 0       | -       | 2       | 12-14    | 2       | Oprykning til Første Liga                            |         |
| 2007-08 | 3       | Første Liga, zone Ural-Vestsibirien             | 3/16    | 60      | 51      | 5       | -       | 3       | 11      | 289-136  | 136     | Oprykning til Højeste Liga                           |         |
| 2008-09 | 2       | Højeste Liga, zone øst                          | 2/10    | 54      | 34      | 6       | -       | 5       | 9       | 188-106  | 119     | Mester (MHK Krylja Sovjetov Moskva 3-0)              |         |
| 2009-10 | 2       | Højeste Liga, zone øst                          | 1/8     | 42      | 30      | 3       | -       | 4       | 5       | 148-881  | 100     | Mester (Toros Neftekamsk 3-1)                        |         |

### KHL (2010-18)
| KHL     | KHL       | KHL       | KHL       | KHL       | KHL       | KHL       | KHL       | KHL       | KHL       | KHL                                                  |
| Sæson   | Grundspil | Grundspil | Grundspil | Grundspil | Grundspil | Grundspil | Grundspil | Grundspil | Grundspil | Slutspil                                             |
| Sæson   | Division  | Plac.     | K         | V         | Vo        | To        | T         | Målscore  | Point     | Slutspil                                             |
| ------- | --------- | --------- | --------- | --------- | --------- | --------- | --------- | --------- | --------- | ---------------------------------------------------- |
| 2010-11 | Kharlamov | 3/6       | 54        | 22        | 6         | 9         | 17        | 145-151   | 87        | Konferencekvartfinalist (Metallurg Magnitogorsk 2-4) |
| 2011-12 | Kharlamov | 4/6       | 54        | 19        | 10        | 6         | 19        | 139-134   | 83        | Konferencekvartfinalist (Traktor Tjeljabinsk 1-4)    |
| 2012-13 | Kharlamov | 5/6       | 52        | 19        | 7         | 3         | 23        | 153-163   | 74        | Ikke kvalificeret                                    |
| 2013-14 | Kharlamov | 6/7       | 52        | 16        | 4         | 8         | 26        | 128-166   | 64        | Ikke kvalificeret                                    |
| 2014-15 | Kharlamov | 7/7       | 60        | 14        | 7         | 8         | 31        | 134-176   | 64        | Ikke kvalificeret                                    |
| 2015-16 | Kharlamov | 6/7       | 60        | 19        | 6         | 3         | 32        | 120-178   | 72        | Ikke kvalificeret                                    |
| 2016-17 | Kharlamov | 7/8       | 60        | 18        | 4         | 4         | 34        | 112-148   | 66        | Ikke kvalificeret                                    |
| 2017-18 | Kharlamov | 7/7       | 56        | 7         | 10        | 7         | 32        | 193-167   | 48        | Ikke kvalificeret                                    |

### VHL (2018-)
| VHL     | VHL        | VHL       | VHL       | VHL       | VHL       | VHL       | VHL       | VHL       | VHL       | VHL                                          |
| Sæson   | Grundspil  | Grundspil | Grundspil | Grundspil | Grundspil | Grundspil | Grundspil | Grundspil | Grundspil | Slutspil                                     |
| Sæson   | Division   | Plac.     | K         | V         | Vo        | To        | T         | Målscore  | Point     | Slutspil                                     |
| ------- | ---------- | --------- | --------- | --------- | --------- | --------- | --------- | --------- | --------- | -------------------------------------------- |
| 2018-19 | Grundspil  | 7/29      | 56        | 28        | 8         | 3         | 17        | 173-120   | 75        | Ottendedelsfinalist (Saryarka Karaganda 0-3) |
| 2019-20 | Division D | 2/8       | 54        | 27        | 10        | 5         | 12        | 153-111   | 79        | Kvartfinalist (resten af slutspil aflyst)    |
| 2020-21 | Grundspil  | 1/26      | 50        | 35        | 4         | 6         | 5         | 162-881   | 84        | Mester (Metallurg Novokuznetsk 4-1)          |
| 2021-22 | Grundspil  | 1/27      | 52        | 32        | 8         | 5         | 7         | 175-105   | 85        | Semifinalist (Dinamo Sankt Petersborg 2-4)   |
| 2022-23 | Grundspil  | 1/26      | 50        | 29        | 7         | 6         | 8         | 163-991   | 78        | Ottendedelsfinalist (Gornjak-UGMK 1-4)       |

## Trænere
Tekst mangler, hjælp os med at skrive teksten